# スティル・サパン
スティル・サパン（フランス語: le style sapin）とは、スイスにおけるアール・ヌーヴォーの様式の一つ。特にヌーシャテル州のラ・ショー＝ド＝フォンを中心として、現地の芸術家であり、美術学校の教授でもあったシャルル・レプラトニエによって編み出された。

## 概要
サパン（sapin）とは「モミの木」の意味であり、「モミの木様式（英語: Pine Tree Style）」と称されることもある。シャルル・レプラトニエが打ち立てたスティル・サパンの基本的な理念とは、芸術とは自然からインスピレーションを得るべきだということであり、街の周りに広がるジュラ山脈のモミの木をモチーフとして用いた。この様式は時計製造業、建築から日用品などに広く適用されている。

## 歴史
ジュラ山脈中部、標高1,000m地点に位置するラ・ショー＝ド＝フォンでは18世紀の終わり頃にかけて時計産業が発達した。それに伴って時計商人たちが豊かになると、19世紀後半から20世紀にかけてヨーロッパで主流となっていたアール・ヌーヴォーの建築はラ・ショー＝ド＝フォンにも浸透した。中でも「鞭の一撃（フランス語: coup de fouet）」と呼ばれるモチーフは人気を博していた。そして1903年から1905年にかけての期間に、かなりの量のアール・ヌーヴォー建築が生み出された。これらは動植物をモチーフとして、ステンドグラスのついた飾り窓やレリーフなどで装飾されていたが、同時にこの地域の建築は時計産業と不可分であったため、工房と住居が一体となった建築が多く見られた。
しかし20世紀初頭、地元の美術学校の教授を務めたシャルル・レプラトニエによって、ラ・ショー＝ド＝フォンに新たな地域的なアール・ヌーヴォーの様式が生み出された。それがスティル・サパンであった。レプラトニエは1905年に美術学校に美術装飾高等科を創設し、学生たちに対して自然をモチーフとした装飾についての教育を始めた。そのうちの一人にシャルル＝エドゥアール・ジャヌレ、すなわち後のル・コルビュジエがいた。レプラトニエは「自然のみが唯一のインスピレーションの源である」として、学生たちに現地、つまりジュラ山脈の動物や植物に学ぶことを奨め、その結果、ラ・ショー＝ド＝フォン特有のアール・ヌーヴォーの様式としてスティル・サパンが誕生したのであった。これに伴ってラ・ショー＝ド＝フォンにおいては、もはやヴィクトール・オルタやエクトール・ギマールといったアール・ヌーヴォーの先駆者たちの産み出した「鞭の一撃」が用いられることはなくなり、フランスやベルギーのアール・ヌーヴォー、ドイツのユーゲント・シュティール、オーストリアのウィーン分離派などの影響は見られなくなっていった。
これら一連の動きについて、ル・コルビュジエは1908年のレプラトニエに宛てた手紙の中で、「パリジャンたちが自然を模した彫刻の植物を作り、ドイツ人たちが鏡のようにキラキラと光る四角形を作るなら、私たちは松の実で三角形を作りましょう」と述べている。また1911年頃には「我々の作品や装飾の基礎はモミの木であり続ける。この木はそれぞれの時代において研究され、大枠にも細部にも、尽きることのない装飾の源を提示する。…そして偉大な銀アザミとジュラ山脈の野生動物は多くの豊かさを付け加える」と論じている。

## 主な作品

### ファレ邸

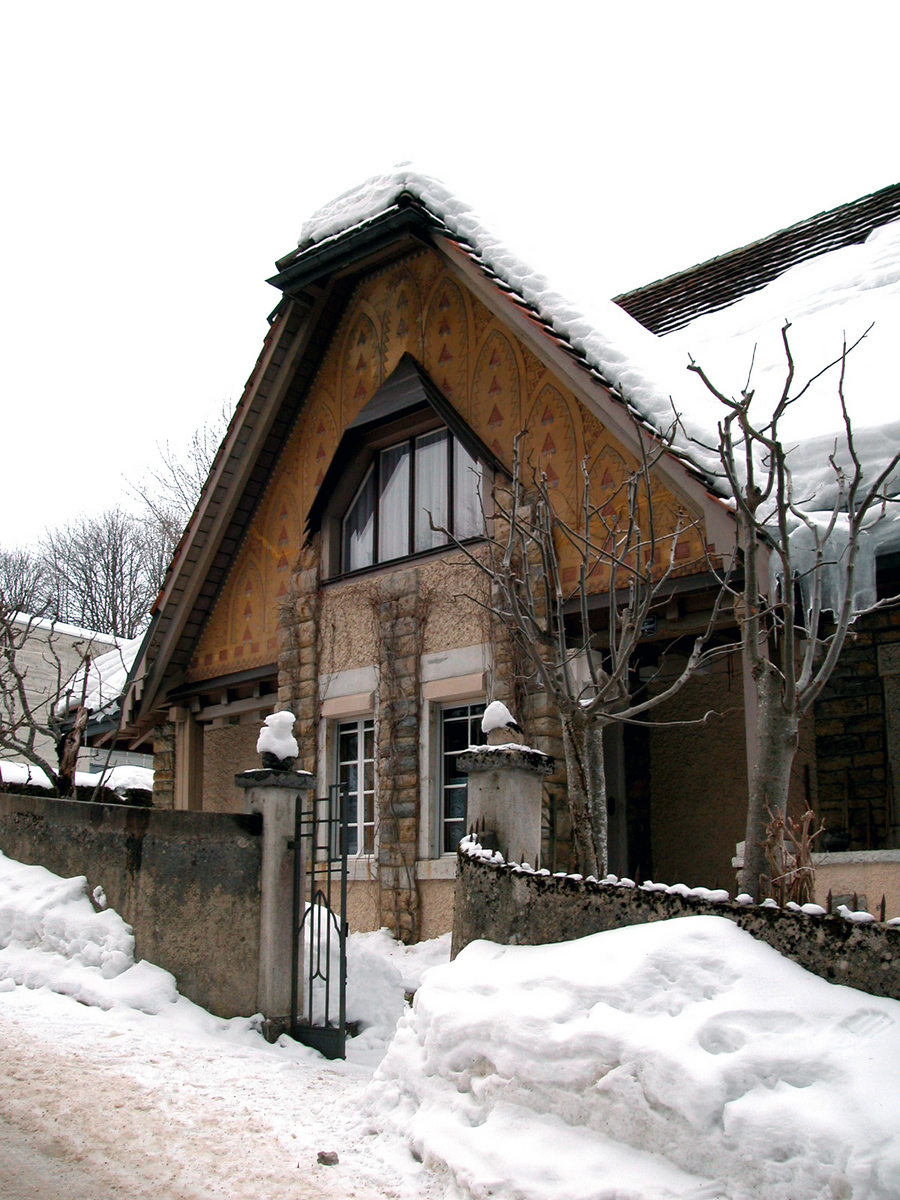
ファレ邸（1906年）

ファレ邸（Villa Fallet）はスティル・サパンに基づいて建設された個人住宅の好例とも言える。1906年に彫刻家、ルイス・ファレのために建築されたものであり、美術学校の生徒が手がけた最初の作品であった。モミの木を主要なモチーフとして、ジュラ地域の植生に着想をえた要素が盛り込まれている。この作品は若きル・コルビュジエ（シャルル＝エドゥアール・ジャヌレ時代）が図面の作成と現場監督を担当した。

### ミラノ万国博覧会への出典品
美術学校の生徒たちは様々な装飾品を手がけたが、その108点にも及ぶコレクションは、1906年に開かれたミラノ万国博覧会に出品された。この功績を称えられ、美術学校は表彰された。

### ラ・ショー＝ド＝フォンの火葬場
ラ・ショー＝ド＝フォンにおけるスティル・サパンの代表例として位置付けられているのが、火葬場の装飾である。1908年から1909年にかけて建設されたものであるが、死の克服と生の勝利の喚起というテーマで、葬列に悲しみの涙から最後の別れに至るまで、象徴的な道を通らせるようにした精緻なレイアウトになっていた。また室内は石彫や打ち出し加工の施された金属板、モザイクや絵画で装飾された。レプラトニエがデザインを行い、松の木を模した三角形のモチーフや松の実のエンブレムがファサードの彫刻や内部の装飾に使われたほか、さらに象徴主義的な壁画も施された。その後レプラトニエの生徒たちによってスティル・サパンのテーマである動植物に加えて、炎と霧を象った装飾がなされた。これらによって火葬場の装飾は傑作の一つとされ、傑出した機能性、構造、そして美から、この建物は芸術的・信仰的団結の象徴とされている。この芸術性は高く評価され、現在も火葬場及び納骨堂として利用されている一方で、1988年には歴史的建造物に指定された。

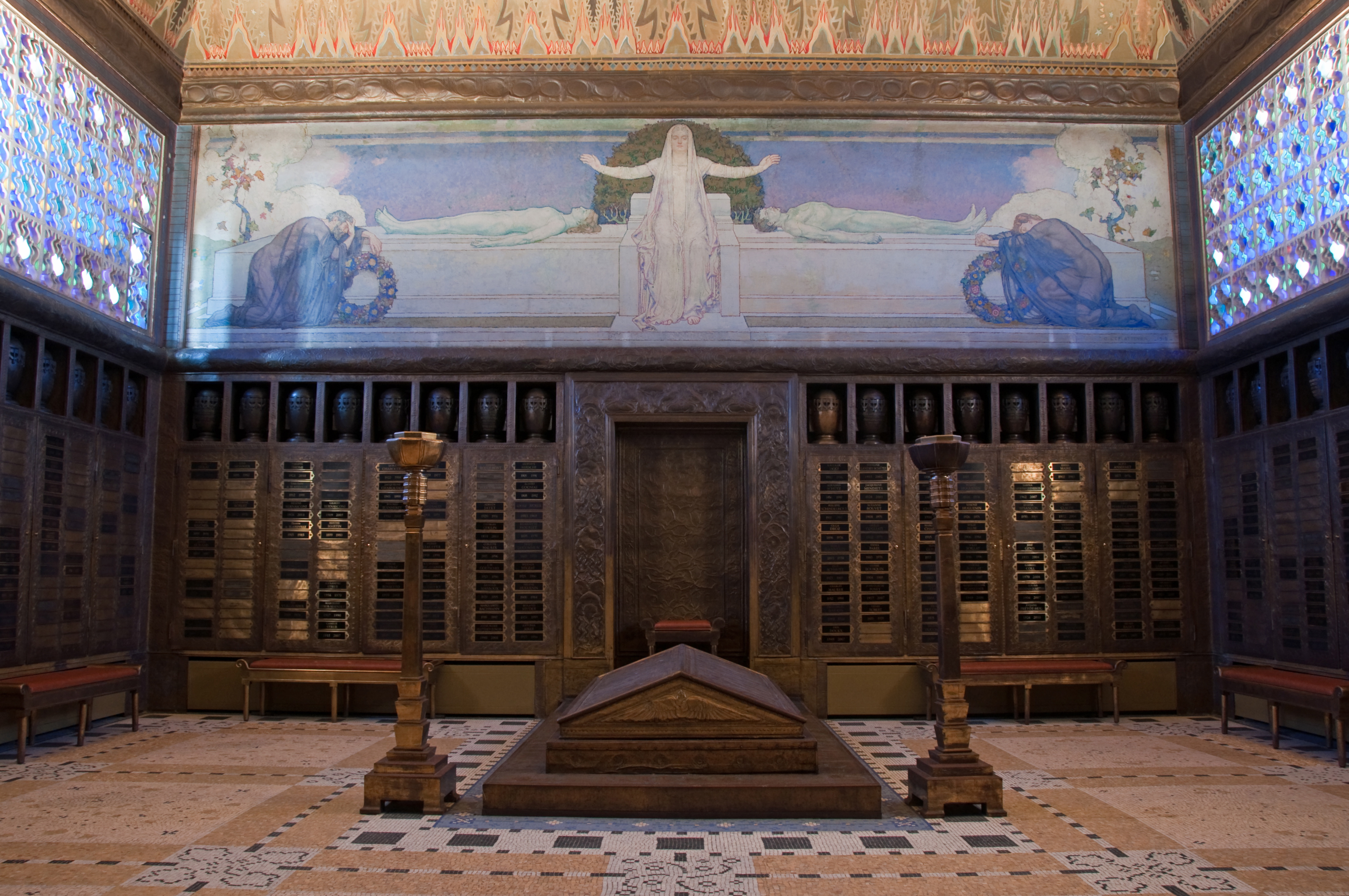
内部の壁画
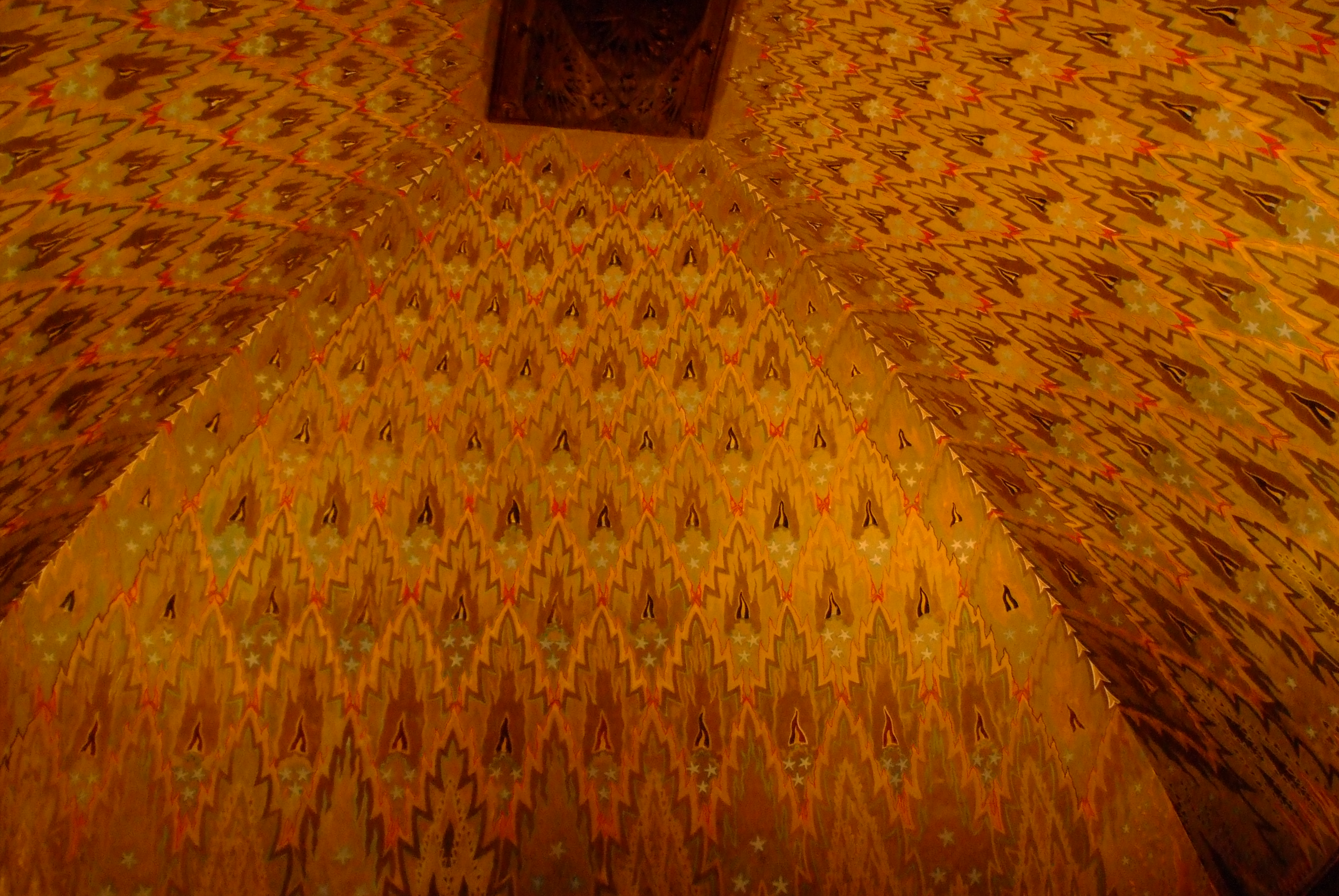
天井に見られる、松の木と炎をモチーフとした装飾
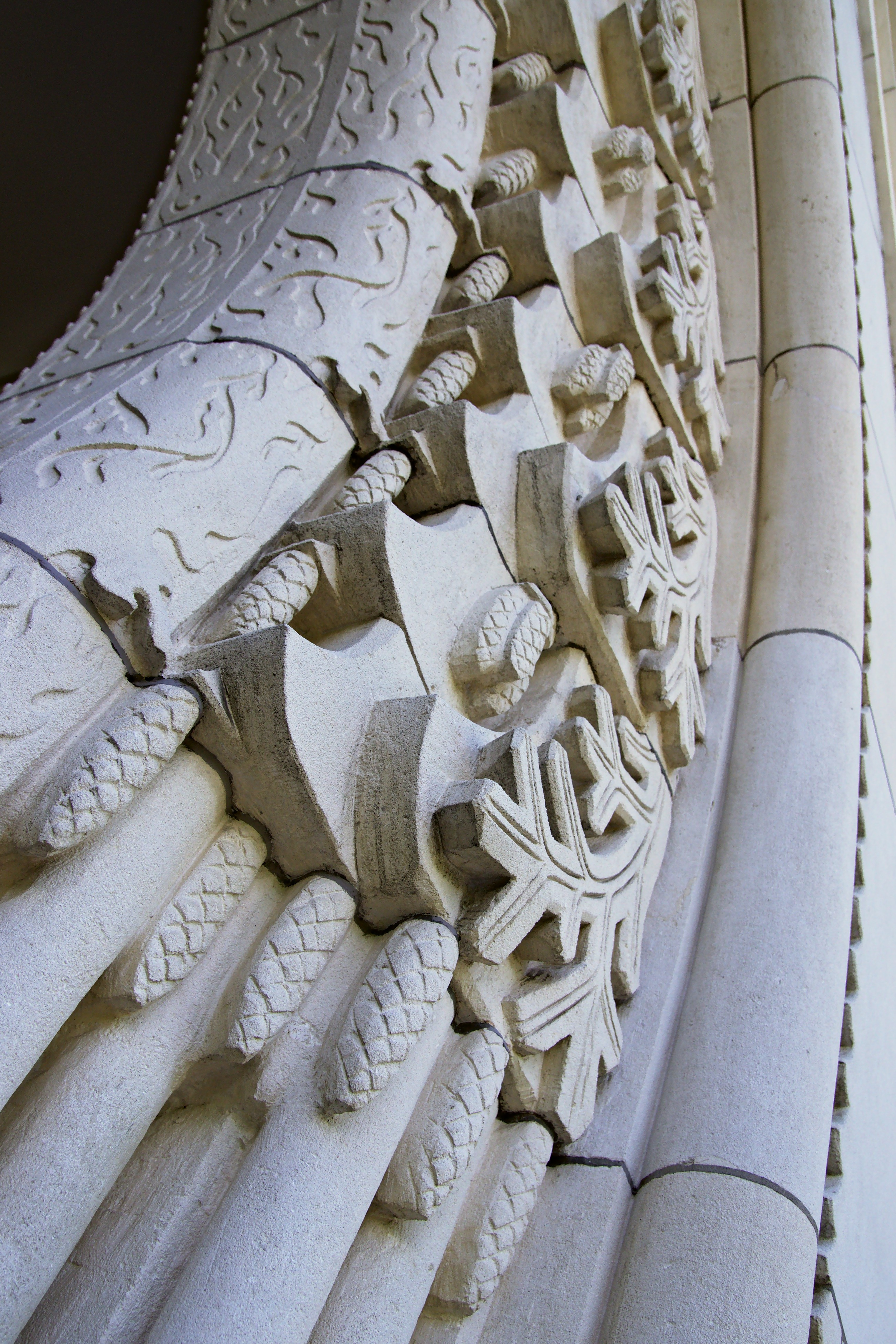
松の実の彫刻の細部
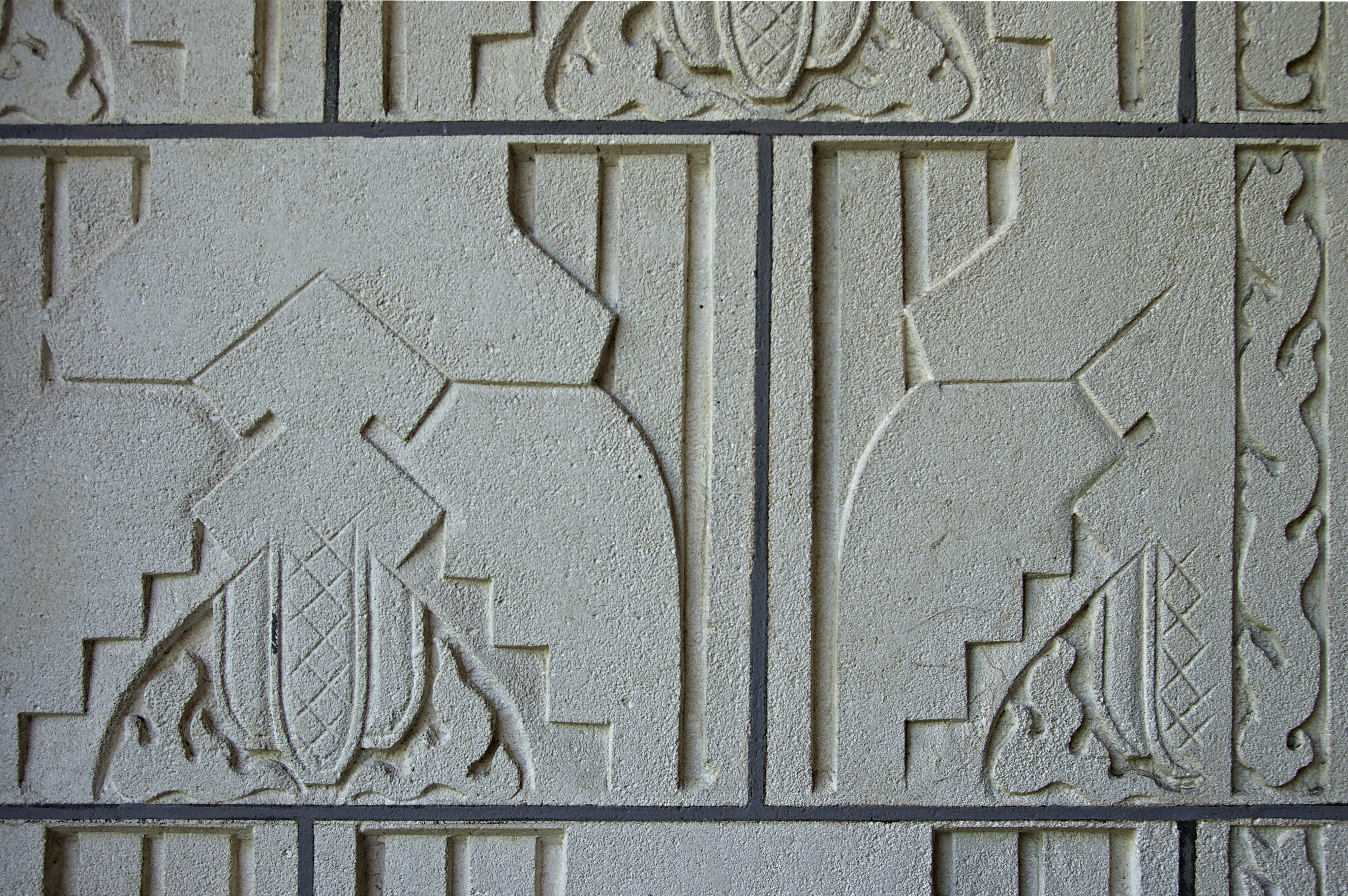
松の実の彫刻の細部

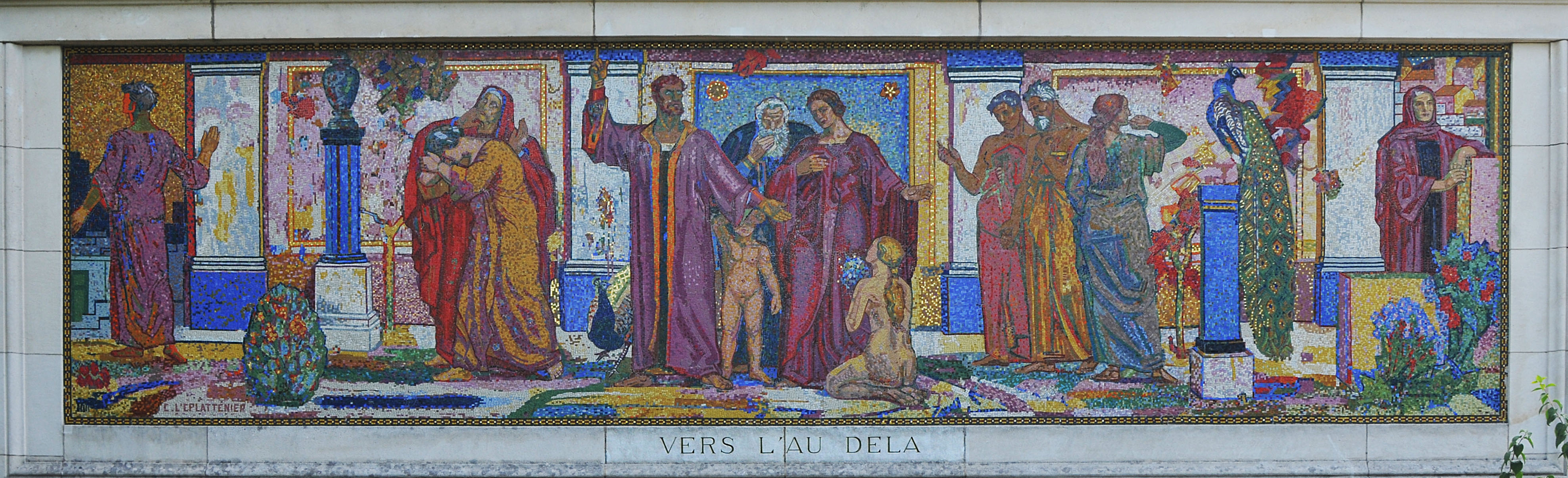
ラ・ショー＝ド＝フォンの火葬場の北面ファサードのモザイク画「彼方に向けて(Vers l'au-delà)」（1923年）
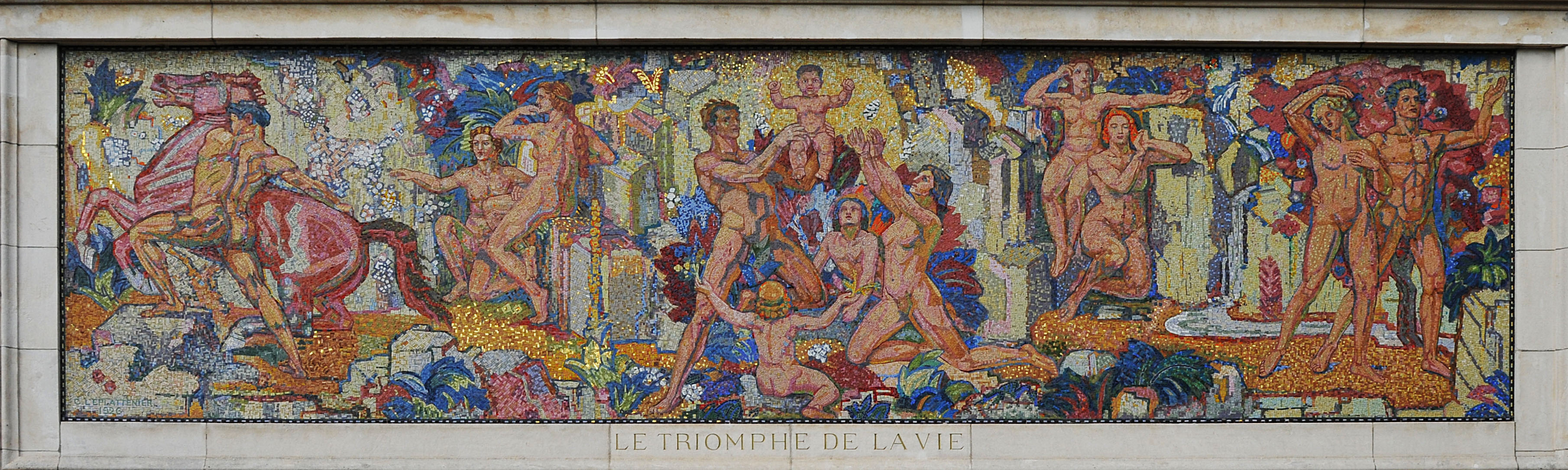
ラ・ショー＝ド＝フォンの火葬場の南面ファサードのモザイク画「人生の勝利(Le triomphe de la vie)」（1923年）